# 14.ª Avenida Suroeste
La 14.ª Avenida Suroeste (Decimocuarta Avenida Suroeste) es una avenida de carácter mixto, residencial y urbano, ubicada en el cuadrante suroeste de la ciudad de Managua, Nicaragua. Esta vía se desarrolla en múltiples segmentos desconectados que atraviesan barrios históricos, zonas residenciales y sectores institucionales.

## Trazado
El primer segmento de la avenida inicia en el norte desde la Pista Gaza, en el barrio Julio Buitrago, y se extiende hacia el sur cruzando la Calle 15 de Septiembre.
El segundo segmento inicia en el barrio El Carmen, conocido por ser la residencia oficial del Presidente y la Vicepresidenta de Nicaragua. Desde ahí continúa cruzando la Pista Benjamín Zeledón y la 25.ª Calle Suroeste, en el barrio El Recreo, hasta culminar en la Pista Juan Pablo II.
El último segmento de la vía comienza en el Memorial Sandino, en el cruce con la Pista Suburbana, y finaliza en la zona de Colinas del Memorial.

## Intersecciones principales
- Pista Gaza – Entrada norte del primer tramo
- Calle 15 de Septiembre (Managua) – Vía residencial clave
- Pista Benjamín Zeledón – Conexión de alto tráfico
- 25.ª Calle Suroeste – Zona residencial en El Recreo
- Pista Juan Pablo II – Arteria principal de Managua
- Pista Suburbana – Segmento periférico
- Colinas del Memorial – Urbanización final del trayecto

## Barrios que atraviesa
- Julio Buitrago
- El Carmen
- El Recreo
- Memorial Sandino
- Colinas del Memorial

## Coordenadas
12°7′28″N 86°15′42″O / 12.12444, -86.26167